# Ludolf Nielsen
Pour les articles homonymes, voir Nielsen.
Œuvres principales
- 3 quatuors à cordes
- 3 symphonies
- 3 opéras
...
(Karl Henrik) Ludolf Nielsen, né le 29 janvier 1876 à Nørre Tvede (actuellement dans la commune de Næstved) et mort le 16 octobre 1939 à Copenhague, est un compositeur, violoniste, chef d'orchestre et pédagogue danois.

## Biographie
De 1895 à 1898, Ludolf Nielsen (sans lien de parenté avec le compositeur Carl Nielsen, son compatriote) étudie le violon, le piano et la théorie à l'Académie royale danoise de musique (Copenhague), entre autres avec Otto Malling. Il se forme par ailleurs à la composition en autodidacte.
Plus tard, il enseigne en privé la composition et la théorie, comptant parmi ses élèves Launy Grøndahl.
Sa musique est marquée notamment par un romantisme tardif, l'impressionnisme et le folklore danois. Parmi ses compositions figurent des pièces pour piano, de la musique de chambre (dont trois quatuors à cordes), de la musique pour orchestre (dont trois symphonies et deux ballets) et de la musique vocale (dont des mélodies pour voix et piano et trois opéras).

## Compositions (sélection)

### Pièces pour piano
- 1907 : 4 pièces op. 17 (orchestrées la même année)
- 1908 : 6 novelettes op. 21 (en 2 cahiers)
- 1913 : Nocturne op. 37
- 1922 : Sørgemarsch (triste mois de mars) op. 49 (ou orgue)

### Musique de chambre
- 1900 : Quatuor à cordes no 1 en la majeur op. 1
- 1904 : Quatuor à cordes no 2 en ut mineur op. 5
- 1920 : Quatuor à cordes no 3 en ut majeur op. 41

### Musique pour orchestre
- 1901 : Regnar Lodbrog op. 2
- 1903 : Symphonie no 1 en si mineur op. 3 ; Sommernatsstemning (atmosphère d'une nuit d'été) op. 6
- 1904 : In Memoriam op. 7
- 1905 : Fra Bjærgene (dans la montagne), suite op. 8 ; Berceuse pour violon et orchestre à cordes op. 9 (ou violon et piano) ; Romance pour violoncelle op. 11
- 1906 : Ouverture de concert op. 13
- 1907 : Suite op. 17 (orchestration de 4 pièces pour piano)
- 1908 : Romance pour violon op. 20
- 1909 : Symphonie no 2 en mi majeur op. 19
- 1911 : Aus dem Skizzenbuch (carnet de croquis), 3 pièces pour petit orchestre op. 30 (ou harmonium)
- 1913 : Symphonie no 3 en ut majeur op. 32
- 1919 : Golgatha, musique de scène op. 42
- 1921 : Lackschmi, ballet en 2 actes op. 45
- 1922 : Skovvandring (ballade en forêt), suite op. 40 ; Jacobs Jul (le Noël de Jacob), musique de scène op. 51 (avec chœurs)
- 1923 : Nocturne lyrique (titre original) op. 48 ; Hjortholm op. 53
- 1928 : Rejsekammeraten (compagnon de voyage), ballet en 5 actes op. 54 (ou piano)
- 1932 : Foraars, ouverture op. 56
- 1936 : Kildemarked op. 60
- 1938 : Lemminkäinen, musique de scène op. 62

### Musique vocale
- 1907 : Isbella, opéra en un acte op. 10
- 1908 : Sct. Hans pour baryton, chœurs et orchestre op. 14 ; Sommer (l'été), 4 mélodies pour voix et piano op. 18
- 1910 : Erotiske Stemninger (humeurs érotiques), cycle de 12 mélodies pour voix et piano op. 26
- 1911 : Uhret (l'horloge), opéra en 3 actes op. 16
- 1914 : Babelstaarnet pour solistes, chœurs et orchestre op. 35 ; Danmark pour chœurs et orchestre op. 39
- 1919 : 5 mélodies pour voix et piano op. 46
- 1920 : Lola, opéra en 3 actes op. 43
- 1930 : 2 mélodies pour ténor et orchestre (ou piano) op. 59